# Emelie Nykvist
Emelie Nykvist (født 6. april 1990 i Nacka) er en tidligere svensk håndboldspiller. Hun har spillet for Sveriges ungdomslandshold, hvor hun deltog ved Junior WC 2010 og scorede 11 mål. Hun har tidligere spillet for Skuru IK, Lugi HF og Nykøbing Falster Håndboldklub.
Hendes tvilingesøster er Johanna Westberg, som også er tidligere professionel håndboldspiller.